# Vol Air Wisconsin 965
Le 12 juin 1980, un Fairchild Metroliner SA226 effectuant le vol Air Wisconsin 965, un vol intérieur régulier exploité par la compagnie régionale Air Wisconsin et assurant la liaison entre Greenville, dans le Wisconsin, et Lincoln, dans le Nebraska, avec une escale prévue à Minneapolis, dans le Minnesota, s'écrase dans un champ à proximité de Valley, faisant 13 victimes parmi les 15 occupants de l'appareil.

## Avion et équipage
L'aéronef impliqué est un Fairchild Swearingen SA226-TC Metro II, un bi-turbopropulseur immatriculé N650S (numéro de série TC-228), qui a volé pour la première fois en 1976 et a effectué un total de 8 055 heures de vol au moment de l'accident.
Le commandant de bord est Peter A. Grab (37 ans), qui travaille pour Air Wisconsin depuis 1972 ; il totalise 8 391 heures de vol à son actif, dont 6 000 heures sur Metro II. Le copilote est Nicholas Gallmeister (28 ans), qui a rejoint la compagnie seulement trois mois avant l'accident et cumule 4 063 heures de vol, dont seulement 143 heures sur Metro II.

## Accident
Le vol 965 a décollé de l'aéroport régional du comté d'Outagamie, dans le Wisconsin, à 12 h 45, pour un vol avec escale à destination de l'aéroport de Lincoln (en), dans le Nebraska. Le vol s'est arrêté à l'aéroport international de Minneapolis-Saint-Paul, dans le Minnesota, puis a continué vers sa destination finale.
Alors qu'il était toujours en vol, lors de la phase d'approche, le vol 965 a rencontré des turbulences et des précipitations modérées, il a donc été autorisé à descendre progressivement de 12 000 pieds (3 657 m) à 3 000 pieds (914 m), pour tenter de les éviter. Au cours de la descente, à une altitude d'environ 6 000 pieds (1 828 m), l'appareil est entré dans une zone de fortes précipitations, ce qui a provoqué l'extinction des deux moteurs en raison de l'ingestion massive d'eau. 

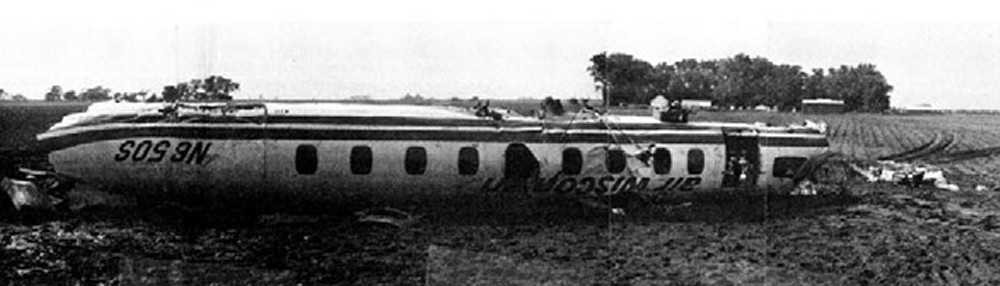
L'épave du vol 965 après l'accident.

Les pilotes ont réussi à rallumer les moteurs, mais ont rapidement perdu le contrôle de l'avion, qui a finalement percuté le sol avec un léger roulis à droite, puis a rebondi dans un champ, avant de heurter le sol une deuxième fois, de glisser violement sur le sol avant de s'immobiliser sur le dos. 
Les deux pilotes et onze des treize passagers ont péri dans l'accident, ne laissant que deux passagers survivants grièvement blessés. L'un des onze passagers tués lors du crash était Walter Rumsey, un pompier parachutiste qui a survécu à l'incendie du Mann Gulch fire, survenu en 1949 dans le Montana et qui a coûter la vie à 13 pompiers parachutistes.

## Enquête et causes de l'accident
L'enquête, menée par le Conseil national de la sécurité des transports américain (NTSB), s'est concentrée sur les raisons pour lesquelles le vol 965 a délibérément traversé une zone où les conditions météorologiques était très mauvaises, sans que le contrôle de la circulation aérienne n'informe l'équipage de la météo ou que le système radar embarqué ne les indique aux pilotes.
L'enquête révèle que la cause directe de l'accident est la décision des pilotes de poursuivre le vol dans des conditions météorologiques extrêmes, ce qui a provoqué l'arrêt des moteurs et l'incapacité à maintenir le contrôle de l'appareil pendant la tentative de récupération. 
Les causes contributives sont l'incapacité des contrôleurs aériens à avertir l'équipage des conditions météorologiques et l'incapacité du système radar de l'appareil à traverser et identifier même des précipitations modérées, laissant les pilotes inconscients des risques des fortes précipitations présentes dans la région.